# کورت مندلسون
 کورت مندلسون (آلمانی: Kurt Mendelssohn؛ زاده ۷ ژانویهٔ ۱۹۰۶ درگذشته ۱۸ سپتامبر ۱۹۸۰) یک فیزیک‌دان اهل آلمان-بریتانیا بود.